# Pelargoderus fulvoirroratus
Pelargoderus fulvoirroratus là một loài bọ cánh cứng trong họ Cerambycidae.